# Neemias
Neemias (em hebraico: נְחֶמְיָה; romaniz.: Ne'hemya em hebraico tiberiano: Nəḥemyāh, AFI: /ˌniəˈmaɪə/, "conforto de" ou "confortado por Deus [Javé]") é uma personagem bíblica, figura importante na história pós-exílio dos judeus, tal como registrada na Bíblia, e que, acredita-se, teria sido o autor primordial do Livro de Neemias. 
Era filho de Hacalias (Neemias 2:3), e provavelmente pertencia à Tribo de Judá; seus ancestrais residiam em Jerusalém antes de seu serviço na Pérsia (Neemias 2:3).
Fez erigir os muros de Jerusalém e realizou importantes reformas religiosas exercendo papel fundamental na fixação da lei mosaica. O livro bíblico que traz seu nome, Livro de Neemias, redigido pouco antes do ano 400 a.C., juntamente com o Livro de Crônicas e o livro de Esdras, relata a obra de restauração de Neemias.

## História pessoal

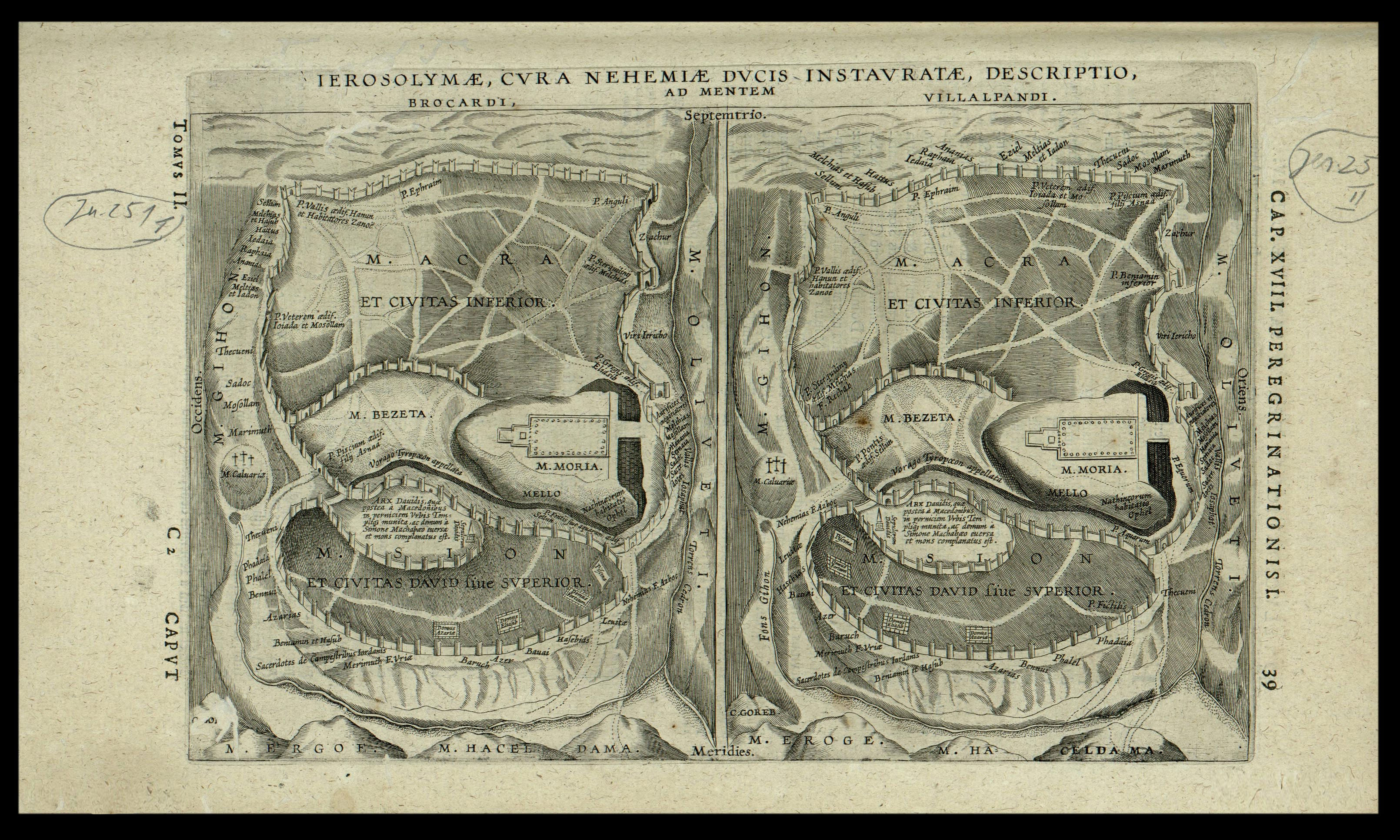
Dois mapas de Jerusalém da época de Neemias no livro de Franciscus Quaresmius, Antuérpia, 1639

Neemias viveu durante o período em que Judá era uma província do Império Aquemênida, e havia sido designado copeiro real no palácio de Susa; o rei, Artaxerxes I (Artaxerxes Longimanus), parece ter tido um bom relacionamento com seu funcionário, como evidência a longa licença que lhe foi concedida durante a restauração de Jerusalém.
Através de seu irmão Hanani (Neemias 1:2; 2:3), Neemias ouviu sobre a condição lamentável de Jerusalém, e encheu-se de tristeza; por muitos dias ficou em jejum, em luto, orando pelo local do sepulcro de seus pais. Finalmente, o rei percebeu a tristeza em sua expressão, e perguntou-lhe o seu motivo; Neemias explicou-o ao rei, que lhe concedeu permissão de ir à cidade e agir lá como um tirshatha, ou governador, da Judeia.
Neemias chegou a Jerusalém no 20.º ano do reinado de Artaxerxes I (445 ou 444 a.C.) com um forte séquito que lhe fora fornecido pelo próprio rei, e com cartas para todos os paxás das províncias pelas quais passaria, assim como para Asaf, o mantenedor das florestas reais, ordenando-os a ajudá-lo.[carece de fontes?]
Embora nem todos os acadêmicos concordem a respeito do tema, existem evidências, inclusive textuais, de que Neemias teria sido um eunuco. Ele certamente parece ter sido visto como tal nos textos posteriores do judaísmo - a Septuaginta, tradução grega da Bíblia hebraica, o descreve como um eunochos ("eunuco"), e não como um oinochoos ("copeiro"). Além disso, ele servia tanto na presença do rei como da rainha, o que aumenta a possibilidade de ter sido castrado. De acordo com a lei judaica, nenhum cujos testículos tenham sido esmagados ou seu pênis decepado será admitido à Assembleia do Senhor; desta maneira, Neemias não podia entrar em certas partes do Templo, o que seu inimigo, Semaías, tentou enganá-lo para que fizesse, inadvertidamente (Neemias 6:10–13).
Sem filhos que o lembrassem em sua posteridade, Neemias orava repetidamente: "Para o meu bem se lembre, ó meu Deus, de tudo o que fiz por este povo". As tradições posteriores judaicas relaxaram as proibições deuteronômicas, e legaram a posteridade aos eunucos na memória divina. O serviço de Neemias à seu povo e à sua nação - apesar dos preconceitos e de sua condição de inferioridade social e religiosa - fez de fato uma diferença à acomodação - ainda que não à afirmação - de uma minoria sexual hostilizada.[carece de fontes?]
Quando de sua chegada em Jerusalém, Neemias estudou secretamente a cidade à noite, formando um plano para a sua restauração; o plano foi executado com tamanha habilidade e ímpeto que todas as suas muralhas teriam sido finalizadas num período assombroso de cinquenta e dois dias.

## Reconstrução de Jerusalém
Neemias reconstruiu as muralhas da cidade desde a Porta das Ovelhas, a norte, passando pela Torre de Hananel, no canto noroeste, a Porta dos Peixes, a oeste, a Torre das Fornalhas, no canto sudoeste do Monte do Templo, o Portão do Estrume, no sul, até a Porta Leste e o portão além da Porta Dourada, a leste. O arqueólogo israelense Eilat Mazar e Ephraim Stern, coordenador do Conselho Arqueológico de Israel e professor emérito de arqueologia na Universidade Hebraica, alegam que seções destes muros teriam sido descobertos - uma afirmação que é contestada por Israel Finkelstein, professor de arqueologia na Universidade de Tel Aviv.
Neemias permaneceu na Judéia por doze anos atuando como governador (Neemias 5:14), realizando diversas reformas, apesar da oposição que encontrou (Neemias 13:11). Construiu o Estado seguindo o que vinha sendo feito, "implementando e complementado a obra de Esdras", e fazendo todos os arranjos visando a segurança e o bom governo da cidade. Ao fim deste período importante de sua vida pública, retornou à Pérsia a serviço de seu senhor real em Susa ou Ecbátana.[carece de fontes?]
Alguns estudiosos acreditam que teria sido nessa época que Malaquias teria surgido, em meio ao povo, com palavras prudentes e sérias, de reprovação e alerta; e quando Neemias novamente retornou da Pérsia, após uma ausência de cerca de dois anos, sofreu profundamente com a degeneração moral que havia se instaurado enquanto estivera fora. Empenhou-se com intensidade para corrigir os abusos flagrantes que haviam surgido, e restaurou a administração ordenada dos cultos públicos e a observância externa da Lei de Moisés (Neemias 13:6–31).
Sobre a sua história posterior a estes eventos, pouco se sabe. Uma das especulações é de que teria permanecido em seu cargo de governador até sua morte, por volta de 413 a.C., já com idade avançada. O local de sua morte e de seu enterro é desconhecido.
Neemias foi o último dos governadores enviados pela corte persa à Judeia; logo depois a província foi anexada à satrapia de Cele-Síria, e passou a ser governado por um sumo sacerdote (kohen gadol) indicado pelos sírios.

## Livro de Neemias
O Livro de Neemias põe o registro histórico da missão de Neemias num contexto espiritual. Sob um ponto de vista político, seus atos foram o resultado do desejo persa de aumentar a segurança do Levante, e ampliar o controle do império sobre a região.
A realidade do século V a.C. teria envolvido o prosseguimento de uma revolta egípcia, em meio a uma crescente presença militar grega. As preocupações de segurança do Império Persa exigiam algumas reformas estratégicas, como a reconstrução das fortalezas de Jerusalém e a classificação apropriada das pessoas que viviam no Levante; daí a reconstrução das muralhas, e o banimento em casamentos étnicos diferentes. (Esdras Esdras 10:1–3; Neemias 13:23–25)
Alguns acadêmicos, no entanto, consideram que isto teria sido altamente improvável; como notaram Christian Hauer e William Young, "Neemias, Esdras e profetas como Malaquias ficaram atônitos com os casamentos de israelitas com mulheres estrangeiras. Os dois reformistas obrigaram os cidadãos de Jerusalém a se livrarem de suas esposas estrangeiras, numa política que não envolvia questões raciais - já que as mulheres que incomodavam estes reformistas eram apenas aquelas que voluntariamente permaneceram pagãs e, portanto, "estrangeiras". Mulheres que se convertiam ao judaísmo não mais eram vistas como tal."

## Literatura rabínica
Neemias é identificado, em um hagadá, com Zorobabel, nome considerado como um epíteto de Neemias, e indicativo de que ele teria nascido na Babilônia ("Zera' + Babel"; Sanh. 38a). Juntamente com Esdras ele marca a primavera da história nacional do Judaísmo (Cant. R. ii. 12). Certo mishná teria sido declarado pelas autoridades rabínicas como originário da escola de Neemias (Shab. 123b). Ainda assim, Neemias recebe a culpa dos rabinos por sua expressão aparentemente arrogante, "Lembra-te de mim para o bem, ó meu Deus, e de tudo quanto fiz a este povo" (Ne. 5:19), e pela maneira depreciativa com que se refere a seus antecessores (ib. 5:15), entre os quais estava Daniel. Os rabinos acreditam que estas duas falhas são a razão pela qual este livro não foi mencionado por seu próprio nome, e sim formam partes do Livro de Esdras (Sanh. 93b). De acordo com B. B. 15a, Neemias teria terminado o Livro de Crônicas, escrito por Esdras.[carece de fontes?]